# Segnalibro

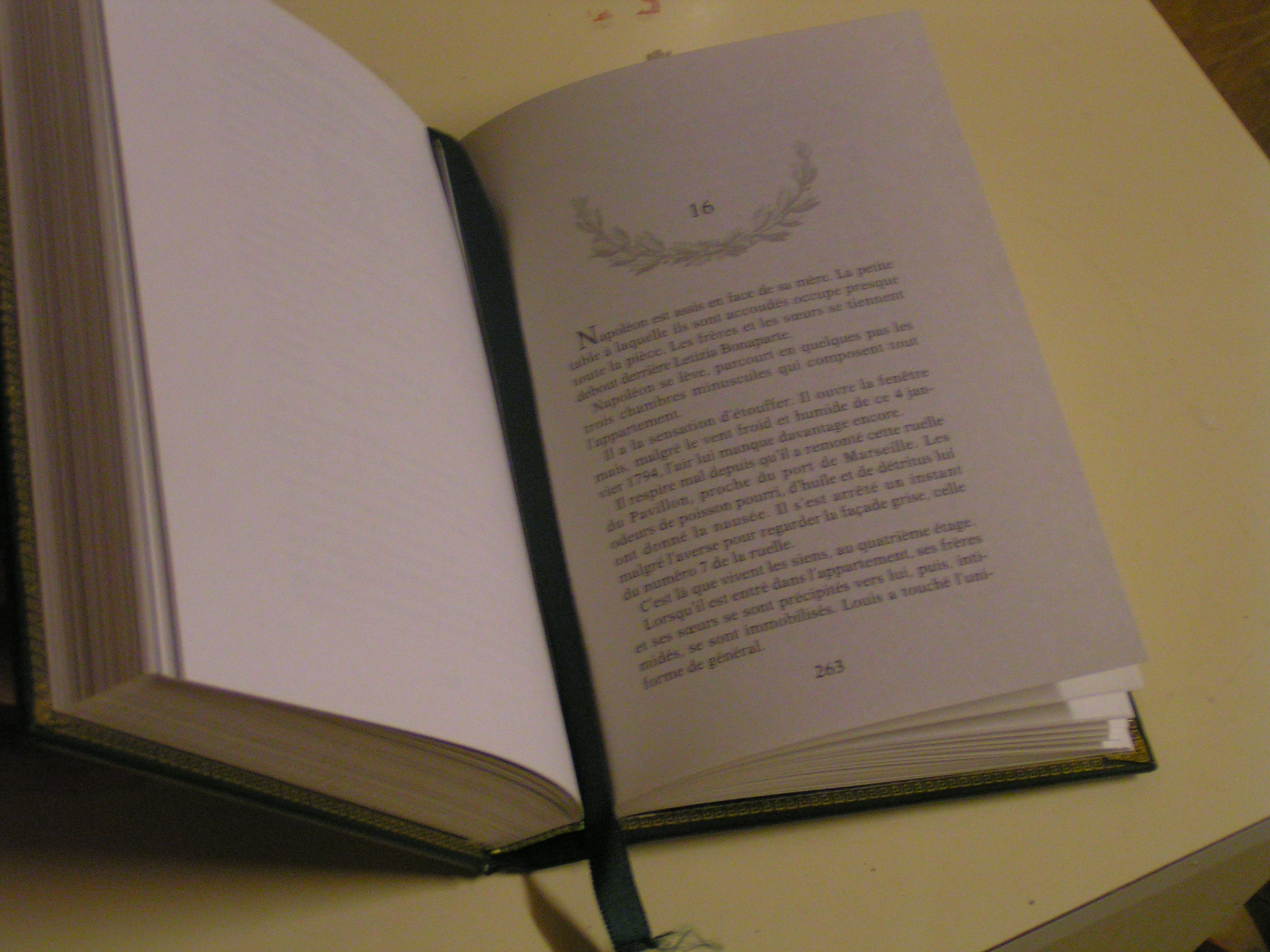
Segnalibro unito al volume

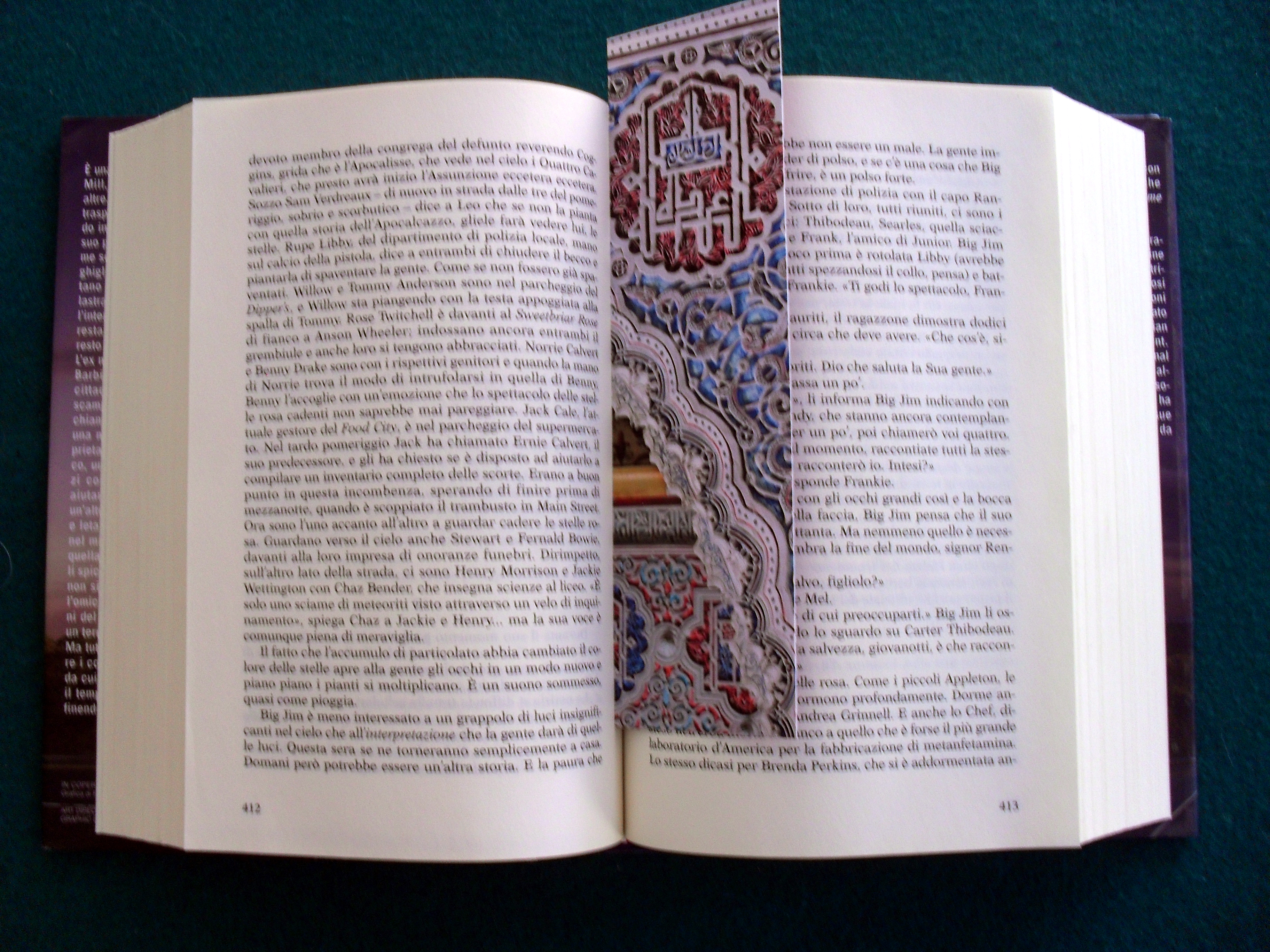
Libro con segnalibro interscambiabile su cui è riprodotto motivo arabeggiante di Siviglia

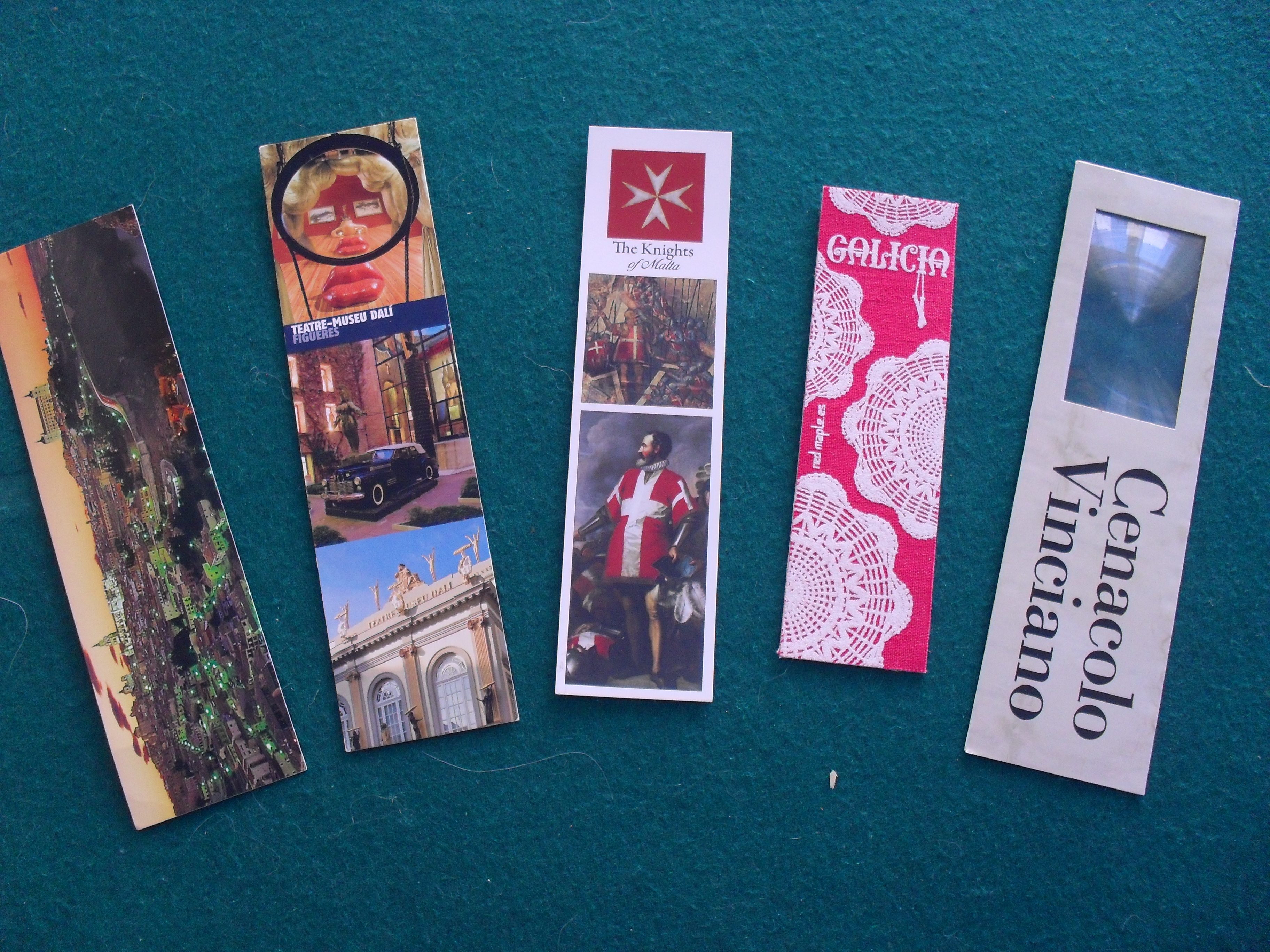
Serie di segnalibri con riproduzioni italiane, spagnole e maltesi

Il segnalibro è un oggetto di dimensioni e spessore contenuti che ha il compito di fare da promemoria in riferimento alla pagina esatta in cui una persona è arrivata nella lettura parziale di un libro.
Può essere di due tipi a seconda che sia unito o meno ad un determinato volume, nel primo caso è spesso costituito da una fettuccia di tela. Qualora il manufatto sia un elemento distinto dal volume, può essere invece costituito da vari materiali: cartoncino (il più diffuso), cuoio, metallo, tela, seta e legno.
I segnalibri possono essere a volte oggetti da regalo o preziosi articoli da collezione e possono rappresentare luoghi o figure alla stregua di cartoline illustrate. 
Il segnalibro è fonte di ispirazione per quanto riguarda l'aspetto grafico, e può anche essere personalizzato al pari di un ex libris.

## Storia
La data di nascita del segnalibro è indicata da più parti come il 1584, anno in cui lo stampatore Christopher Barker presentò alla regina Elisabetta I d'Inghilterra un libro in cui aveva cucito all'interno un nastro di seta. In realtà il segnalibro risulta in uso molto prima della nascita della stampa. Ad esempio, nel Dictionnaire Historique de la Langue Française di Le Robert, si legge che già nel 1377 semplici nastri venivano utilizzati a tale scopo all'interno dei libri da messa. Ma anche la storia dell'arte ci fornisce numerosi documenti in tal senso. Nel dipinto Madonna del cancelliere Rolin (1433-1434) di Jan van Eyck, conservata al Museo del Louvre, si vede appunto il cancelliere del duca di Borgogna Filippo il Buono che ha davanti a sé un libro dalle cui pagine sporge una sorta di bottone, che è evidentemente la punta di un segnalibro. Così pure nel San Gerolamo con un devoto dipinto da Piero della Francesca nel 1450, conservato nelle Gallerie dell'Accademia di Venezia, il santo tiene sulle ginocchia un libro sacro sulle cui pagine si notano sottili strisce di stoffa. Proseguendo, troviamo ad esempio lo splendido Polittico di Porto San Giorgio di Carlo Crivelli (1470), dove - nello scomparto di sinistra - sono ritratti i santi Pietro e Paolo con un libro in mano: da uno di essi spunta inequivocabilmente un segnalibro. Anche nel San Girolamo nello studio (1475) di Antonello da Messina e in un altro San Girolamo nello studio (1521) di Albrecht Dürer compaiono segnalibri. Questi possono anche in qualche caso essere dei veri e propri oggetti preziosi: al Louvre è conservato uno dei più rari esemplari di questo genere che ci siano pervenuti; vero e proprio gioiello destinato a un Libro d'ore di Francesco I di Francia, databile intorno al 1532-1538, è un pendente in oro di forma tubolare, con perla e pietre preziose e con una piccola scultura in agata che raffigura un Cristo flagellato. Ricordiamo inoltre il fantasioso quadro di Giuseppe Arcimboldo, dipinto nel 1566 e intitolato Il Bibliotecario (Skokloster Slott, Bålsta, Stoccolma), dove dai libri disposti in senso orizzontale escono diverse strisce di raso grigio perla. E altri esempi ancora si potrebbero trovare. Già nel Medioevo, tuttavia, - sebbene non ci siano prove documentarie - i monaci e gli amanuensi che operavano negli scriptoria dei conventi avevano mezzi per memorizzare una pagina, come piccole fettucce di stoffa o ritagli di pergamena.
Nel Seicento il segnalibro entra sempre più nell'uso ma continua ad essere soltanto un nastro fissato alla rilegatura del volume. Bisogna aspettare il secolo XIX perché divenga autonomo (e quindi utilizzabile per più libri). A.W. Coysh, nel suo libro Collecting Bookmarkers, divide la storia del segnalibro in Inghilterra in quattro periodi: Ribbon (nastro) dal 1850 al 1880; Victorian Advertising dal 1880 al 1901; Pre-World War I (periodo precedente alla Prima Guerra Mondiale) dal 1901 al 1914, e infine Publicity and Greetings dal 1914 ad oggi. 
In Italia, il segnalibro si diffuse in particolare nell'epoca Liberty, dove bellissime immagini femminili, spesso realizzate da celebri artisti dell'epoca, come ad esempio Alphonse Mucha, figuravano su cartoncini corredati o no di nastro di raso. Col tempo i segnalibri diventarono anche un veicolo pubblicitario (si pensi ad esempio alle famose figurine Liebig o ai segnalibri, celebri negli anni Venti-Trenta, della fabbrica di cioccolato Perugina, realizzati dal famoso cartellonista e disegnatore Federico Seneca) e persino uno strumento di propaganda politica. 
Divenuto ben presto anche un oggetto da collezione (specialmente in Francia, Spagna, Germania e Inghilterra), il segnalibro assume ancor oggi le forme più svariate e può essere fatto con i più diversi materiali: in cartoncino (su cui sono spesso riportati disegni, dipinti oppure aforismi e frasi di celebri scrittori), in carta piegata ad origami, in cuoio, in stoffa ricamata, lavorato all'uncinetto, oppure, come un vero e proprio gioiello artigianale, con pendagli in legno colorato, rame, bronzo, vetro (Murrina), pietre dure o argento.